# 1991
1991(천구백구십일)은 1990보다 크고 1992보다 작은 자연수다.

## 수학
- 합성수로, 그 약수는 1, 11, 181, 1991이다. 진약수의 합은 193이므로, 1991은 부족수다.
- 회문숫자다.
- {\displaystyle 42^{5}-1}은 1991로 나누어떨어진다.

## 문화유산
- 대한민국의 보물 제1991호: 익산 미륵사지 서탑 출토 사리장엄구

## 기타
- 연도: 1991년, 기원전 1991년

## 같이 보기
- 1000